# Portela do Fojo — Machio
Portela do Fojo — Machio, ist eine portugiesische Gemeinde (Freguesia) im Kreis (Concelho) von Pampilhosa da Serra. Sie umfasst eine Fläche von 52,80 km² und hat 507 Einwohner (Stand nach Zahlen von 2011).
Die Gemeinde entstand im Zuge der kommunalen Neuordnung Portugals am 29. September 2013, als Zusammenschluss der bisherigen Gemeinden Portela do Fojo und Machio. Sitz der neuen Gemeinde wurde Portela do Fojo.
Gelegentlich wird die neue Gemeinde auch schlicht Portela do Fojo genannt.